# 需求定律
需求定律（Law of demand）是一條经济学定律，斷言假設其他因素不變，當一財貨價格增加，其需求量會下降，反之亦然。換言之，根據需求定律，若以豎線為價及橫線為量，當中的需求曲线必為負斜率。又換言之，價格或代價與需求量是需求定律中的兩個變量，而定律約束了這兩個變量是反向函數。

## 假設
任何定律均有其限制。當表達需求定律時，經濟學者會假設其他因素不變（Ceteris Paribus）以保證需求定律中的反向關係。至於當中哪些其他因素不變，哪些可變則是另一個問題。（如果全部因素都不變，那麼價格本身都不會改變。）

### 傳統分析
- 習慣，品味和潮流（即偏好）保持不變
- 消費者的財富，收入保持不變
- 其他相關財貨價格不變
- 商品並無替代品
- 商品是一種正常財，以及沒有炫耀、地位等的價值
- 人們不預期價格改變

### 張五常的分析
張五常認為「其他不變量」選擇問題重要，但傳統分析說得不夠清楚，或過於複雜。
他認為只要需求定律的驗證含意不被事實推翻，其他的不變因素愈少愈好——其他可變量愈多愈好——因為這會增加需求定律解釋現象的廣泛性。
- 凡是直接影響價格的其他因素皆可變

這包括了所有由供應變動所引起的價格變動的因素。例如漁獲豐收（供應增加，價格下降）；政府增加土地供應（樓宇價格下降）。
- 凡是直接影響需求量的其他因素皆不可變

這包括金錢收入的增加減少，口味的改變，引致需求改變的因素（如下雨使雨傘需求上升，即使價格上升需求量也上升）。這些因素不可變。
- 間接地影響需求量的因素的「中間」財貨可變

這包括如果價格的轉變導致其他因素的轉變，而這些轉變又再影響需求量中的轉變。例如咖啡減價，需求量上升，使咖啡糖需求上升，價格上升，反過來做咖啡需求量減少。這些因素可變。
張氏認為，若其他因素處理不好，一切推翻需求定律的事實均納入其他因素，會影響定律的解釋能力，甚至變成套套邏輯。

## 需求曲線

需求曲線平行移動的例子

需求曲線是顯示在特定時間內，某財貨的价格與需求量關係的曲線，反映了需求表兩個向量的線性關係。一條向右下斜的需求曲線正是對需求定律的表述。需求曲線既可以以「曲線」出現，也可以使用「直線」方式出現。可以符合需求定律的需求曲線只可以是向右下傾斜的。需求定律描述的情況是沿著同一條需求曲線的變動，若整條需求曲線平行移動，意味當中的其他因素改變了，而使到需求改變。換句話說，是價格以外的因素改變，使需求定律在此不適用。在描述市場交易時，經濟學者會用到供應與需求模型，當中需求曲線向右下傾斜意味著需求定律。

## 需求定律與機會成本
需求定律的應用範圍並不只局限於市場交換。需求定律可以理解為：當一個行為的成本（價格）較高時，人們便會減少做這種行為的傾向（需求量）。這裡所指的成本正是機會成本。因此，做一件事的機會成本愈高，人便會愈少做這件事，反之亦然。這個理解把需求定律的應用層面擴大了。市場交易上的價格，是「消費」這一個行為的機會成本。所以需求定律所指的價格，實際上是指機會成本。舉例說，如果偷竊的懲罰加重，社會上的偷竊行為將會減少。

## 應用
在經濟學上，著名的需求定律是重要的理論基礎。它的應用範圍廣闊，例如市場交易的分析，對政策後果的分析等等。另外，它也作為經濟學的基礎假設（公理），是所有經濟學理論中對行為的約束。若需求定律不成立，一個行為的代價增加，而人的行為會增加或減少，經濟分析將無從入手。可見需求定律的重要性。

### 艾智仁的一般性分析
艾智仁的一般性分析由艾智仁與威廉·艾倫（William Allen）於1964年在著作《University Economics》 (現稱《Exchange and Production》)中提出。這分析是對需求定律的廣義應用。 它指出，若兩樣替代品，例如同一財貨的高質與低質者，同樣增加一固定從量的費用（例如運輸費或從量稅），消費者會傾向買較多高質財貨。這是因為該固定從量費用使原本價格較高的高質品相對價格下降了，根據需求定律，相對於低質品其需求量會上升。
舉例說，華盛頓盛產蘋果，而優質蘋果價格較劣者高。艾智仁的一般性分析說明，運往海外的蘋果中，優質佔的比例較本地大，因為加上等量的運費，優蘋果相對於劣蘋果的價格會減少。這是需求定律的含意。
類似的例子很多，也很容易觀察。所以稱之為「一般化」的分析。而因為這個分析是基於需求定律，故可稱之為其含意。因此，若一般性分析的觀察不成立，便可以推翻需求定律。

### 消費者盈餘
消費者盈餘（Consumer's Surplus），是需求理論中的一個重要題目。消費者盈餘是指消費者願意所付之最高價值與實際付出了的價值之差。例如水對一個人的生存很重要，他願意付出很多去換取水。但實際上水的價格卻相對地很便宜。（參閱鑽石與水悖論）於是對那人而言，水的消費者盈餘很大。
供給方可以利用需求定律的特性，而透過各種訂價方式試圖搾取全部或部份的消費者盈餘，例如先收取定額費用（如入場費，會員費）再讓消費者購買、採用「全量或零量定價」（All-or-nothing pricing）、採用價格分歧訂價。對這些訂價行為的分析都會用上需求定律。

## 挽救需求定律

### 吉芬反論
傳統上，經濟學者希望透過功用理論和无差异曲线工具的三個定理來推導出需求定律。這三個定理是替換定理、边际替代率遞減規律（又名內凸定律）、功用極大化假設。然而，在這三個公理下，吉芬商品在邏輯上可能存在。當吉芬物品的價格改變時，若其收入效應大於其替代效應，價格效應便會為正數，換言之，此財貨在當價格減少時需求量減少，反之亦然。這意味需求曲線是向右上傾。這稱為吉芬反論。根據需求定律，吉芬物品不可能存在，而若在現實觀察到吉芬物品，亦意味需求定律將被推翻。

#### 經濟學者的挽救
經濟學者致力於以各種方式挽救需求定律（參見需求曲线中的「向上傾斜的需求曲線」部份）。
芝加哥經濟學派的經濟學家主張武斷地假設需求定律成立，即把需求定律本身作為一個經濟學公理。
香港經濟學家張五常認為，吉芬物品只在邏輯上於一人經濟存在，在社會上吉芬物品不可能在市場交易，因為不可能求得交易均衡點，而愈貴需求量愈大下也沒有人願意賣。

### 韋伯倫商品
韋伯倫商品（Veblen Good），又稱炫耀財，其特色是商品需求量與商品價格成正向關係，而非正常需求定律的反向關係。這種商品能滿足人類的虛榮心，是財富與地位的炫耀，故稱為炫耀性消費（Conspicuous consumption）。此名詞源於其概念提出者托斯丹·韋伯倫（Thorstein Veblen）。事實上，這種商品並沒有推翻需求定律，因為炫耀已經納入其他不變因素中。若不考慮炫耀，這種商品與正常物品無異。亦有經濟學者提出，滿足人類的虛榮心也是一種財貨，此時購買一炫耀財並不單是買財貨本身的用途，而是包括了所帶來的炫耀感。這種炫耀感是愈少人擁有愈大的，故此與財貨價格成正比。